# حمل و نقل در آتلانتا
سیستم حمل و نقل در آتلانتا (انگلیسی: Transportation in Atlanta) زیرساخت پیچیده‌ای از چندین سیستم، از جمله ۴۷٫۶ مایل راه‌آهن سنگین، ۹۱ مسیر حمل و نقل اتوبوس، ۱۶۰۰ تاکسی دارای مجوز، شبکه جامع آزادراه‌ها، شلوغ‌ترین فرودگاه جهان و بیش از ۴۵ مایل مسیر دوچرخه سواری است.
این شهر به عنوان یک شهر راه‌آهن آغاز شد و همچنان یک تقاطع راه‌آهن اصلی و خانه یاردهای طبقه‌بندی اصلی برای نورفولک ساترن و CSX است. امترک تنها خدمات مسافری باقیمانده را از طریق سرویس روزانه خط کرسنت به شهرهای بین نیواورلئان و نیویورک ارائه می‌دهد.
سیستم متروی آتلانتا، که توسط MARTA اداره می‌شود، هشتمین مترو در ایالات متحده است. سیستم ریلی با سیستم اتوبوس مارتا، چهاردهمین سیستم بزرگ در کشور تکمیل می‌شود.
مطالعه نهاد بروکینگز در سال ۲۰۱۱، آتلانتا را در ۹۱مین منطقه از ۱۰۰ مترو برای دسترسی حمل و نقل قرار داد. اتکا به خودروها منجر به ترافیک سنگین شده و به آتلانتا کمک کرده‌است که یکی از آلوده‌ترین شهرهای کشور باشد. کمپین هوای پاک در سال ۱۹۹۶ برای کمک به کاهش آلودگی در مترو آتلانتا ایجاد شد. از سال ۲۰۰۸، مترو آتلانتا در یا نزدیک به بالای لیست طولانی‌ترین میانگین زمان رفت و آمد و بدترین ترافیک در کشور قرار گرفته‌است.

## تاریخچه
تاریخچه سیستم حمل و نقل آتلانتا از سال ۱۸۳۶ آغاز شد، زمانی که ایالت جورجیا تصمیم به ساخت یک راه‌آهن به غرب میانه گرفت و آتلانتا را به عنوان پایانه انتخاب کرد. بین سال‌های ۱۸۴۵ و ۱۸۵۴ خطوط راه‌آهن از چهار جهت مختلف وارد شدند و آتلانتا به قطب حمل‌ونقل جنوب شرقی تبدیل شد. در سال ۱۸۷۱ استفاده از ماشین‌های اسب در شهر آغاز شد، اما ترامواهای برقی در سال ۱۸۸۹ وارد شدند. تا سال ۱۹۲۶، خدمات مسافری به ۹۶۷۹۴۲۷۳ نفر در سال به اوج خود رسید. معرفی ترولی‌های Trackless در سال ۱۹۳۷ منجر به کاهش تدریجی و در نهایت پایان خدمات خودروهای برقی خیابانی شد. آخرین تراموا در سال ۱۹۴۹ توسط جورجیا پاور راه‌اندازی شد و فقط ترولی و اتوبوس باقی مانده بود.
در طول دوره ای که سیستم در حداکثر اندازه خود بود، اتوبوس‌های واگن برقی ۸۰ درصد از تمام سواران حمل و نقل را حمل می‌کردند. و این تمایز را تا سال ۱۹۵۲ حفظ کرد، زمانی که شیکاگو از آن پیشی گرفت. از دهه ۱۹۲۰، جورجیا پاور پول و سرنشینان خود را از دست داده بود و طی یک اعتصاب حمل و نقل پنج هفته ای، شرکت شروع به جستجوی خریداران کرد. کلمنت ایوانز، گرنجر هانسل و اینمن براندون با لیلاند اندرسون شرکت حمل و نقل آتلانتا را تشکیل دادند و املاک حمل و نقل را در ۲۳ ژوئن ۱۹۵۰ خریداری کردند.
در اواخر سال ۱۹۶۲ آتلانتا ترانزیت تصمیم گرفت تمام خدمات ترالی‌بوس را در سال آینده متوقف کند، تا از هزینه‌های سیم‌های بالای سر جدید در هنگام گسترش خدمات به مناطق جدید جلوگیری کند. در پایان سال ۱۹۶۲، ۳۹ مسیر ترولی‌بوس وجود داشت.[۸] دلیل دیگری که ذکر شد، هزینه بالا و دشواری پیش‌بینی‌شده برای به دست آوردن ترولی‌بوس‌های جدید برای جایگزینی ناوگان بزرگ ATC بود که سن آن از ۱۴ تا ۱۷ سال متغیر بود. از سال ۱۹۵۹، زمانی که مارمون-هرینگتون تولید اتوبوس‌های برقی را متوقف کرد، هیچ سازنده ای در آمریکای شمالی هنوز وسایل نقلیه الکتریکی را نمی‌ساخت (وضعیتی که تا اواخر دهه ۱۹۶۰ ادامه داشت). در آغاز سال ۱۹۶۳ ناوگان فعال شامل ۲۷۳ ترولی بوس بود. کل سیستم الکتریکی در سپتامبر ۱۹۶۳ در مدت کمتر از یک ماه به اتوبوس‌های دیزلی تبدیل شد. آخرین سرویس واگن برقی آتلانتا در شب ۲۷ سپتامبر ۱۹۶۳ انجام شد.
در ابتدا به عنوان یک بزرگراه چهار تا شش خط در دهه ۱۹۵۰ ساخته شد، امتداد I-85 بین ادغام جنوبی با I-75 و جاده شمال دروید هیلز به عنوان بخشی از برنامه آزادسازی آزادراه‌ها توسط وزارت حمل و نقل جورجیا بازسازی شد. این پروژه شامل بازسازی همه روگذرها، رمپ‌های جدید آماده HOV (با سیستم اجرا شده در سال ۱۹۹۶) و افزایش ظرفیت آزادراه بود.
بخش بزرگراه از اتصال دهنده بزرگراه بوفورد تا GA 400 در اوایل دهه ۱۹۸۰ ساخته شد و به عنوان جایگزینی برای مسیریابی چهار خطه اصلی I-85 (اکنون GA 13) طراحی شد. علاوه بر این، راه‌راه جدید برای تطبیق اتصالات با راه‌راه ۴۰۰ جورجیا (که در آن زمان در حال برنامه‌ریزی بود)، خطوط HOV، و یک پل حامل خط شمالی MARTA (که در آن زمان در دست ساخت بود) طراحی شد.
I-285 در سال ۱۹۶۹ با هزینه ۹۰ میلیون دلار به عنوان یک بزرگراه چهار بانده در سراسر (دو خط در هر طرف) افتتاح شد.
تا سال ۲۰۰۰، ایالت جورجیا از سیستم شماره گذاری تبادل متوالی در تمام بزرگراه‌های بین ایالتی خود استفاده می‌کرد. اولین خروجی در هر بزرگراه با عدد "۱" شروع می‌شود و با هر خروجی به صورت عددی افزایش می‌یابد. در سال ۲۰۰۰، دپارتمان حمل و نقل جورجیا به یک سیستم خروجی مبتنی بر مسافت پیموده شده تغییر داد، که در آن عدد خروجی با نزدیکترین نقطه مایل مطابقت داشت.